# 2028-as amerikai elnökválasztás
A 2028-as amerikai elnökválasztást 2028. november 7-én tartják az Amerikai Egyesült Államokban, hogy megválasszák az ország elnökét és alelnökét, négy éves terminusra. A választás győztesét 2029. január 20-án iktatják be.
Azt követően, hogy megnyerte a 2016-os és 2024-es elnökválasztást, Donald Trump nem indulhat újra az alkotmány huszonkettedik módosítása szerint. JD Vance alelnök valószínűleg az egyik esélyes lesz a republikánus jelöltségre, míg Doug Burgum (Észak-Dakota) kormányzó, Tulsi Gabbard hírszerzési elnök és Ted Cruz (Texas) szenátor is az esetleges jelöltek között vannak az előválasztásra.
Alexandria Ocasio-Cortez és Jasmine Crockett képviselők, Roy Cooper (Észak-Karolina, 2017–2025), Josh Shapiro (Pennsylvania), Tim Walz (Minnesota), Andy Beshear (Kentucky), Gavin Newsom (Kalifornia) kormányzók, Kamala Harris alelnök (2021–2025) és Pete Buttigieg közlekedési miniszter (2021–2025) esetleges jelöltek a demokrata jelöltségre.

## Háttér
2025 januárjában a Republikánus Párt teljes irányítással tért vissza hatalomba, miután 2024 novemberében a szavazók megválasztották Donald Trumpot elnöküknek, és J. D. Vance-t alelnöküknek. Trumpot 2016-ban már egyszer elnöknek választották, amelyet követően 2020-ban vereséget szenvedett Joe Biden ellen. 2024-ben Trump Biden alelnökét, Kamala Harrist győzte le, miután Biden visszalépett a demokrata jelöltségtől. Trump győzelmének fő okai az infláció, a bevándorlás és az általános hivatalban lévő politikusok elleni ellenállás, amely az évre jellemző volt. Republikánusok többséget szereztek a szenátusban is, illetve megtartották a csökkenő képviselőházi előnyüket.

### Folyamat
Az elnöki posztért induló jelöltek általában az egyik nagy párt előválasztásain keresztül lesznek kiválasztva. Az előválasztási rendszer közvetett, amelyben a polgárok a jelöltek által kijelölt delegáltakra szavaznak. Ezek a delegáltak jelölik hivatalosan az elnökjelöltet a saját pártjukban. Az elnökjelölt általában választ magának egy alelnökjelöltet, amely döntést a delegáltak hagynak jóvá az országos pártgyűlésen. Abban az esetben, ha egyik jelölt se kapja meg a delegáltak többségét vagy a feltételezett jelölt visszalép, a párt indíthat egy nyílt gyűlést, a delegáltak szabadon szavazhatnak jelöltekre.
A novemberi választások is közvetettek, ahol a választópolgárok a szavazataikat az Elektori Kollégium tagjaira adják le, akik ezt követően közvetlenül megválasztják az elnököt és az alelnököt. Ha egy jelölt se kapja meg a szükséges 270 elektori szavazatot, akkor a Képviselőházban tartott szavazás alapján dől el az elnök kiléte, míg az alelnököt a Szenátus választja meg a két legtöbb szavazatot kapott jelölt közül. Az elnökválasztással egyidőben képviselőházi, szenátusi, állami és helyi választásokat, valamint helyi népszavazásokat is tartanak.

### A választhatóság feltételei
Az alkotmány a választhatóság feltételéül a legalább harmincöt éves életkort írja elő, valamint azt, hogy a jelölt született amerikai állampolgár legyen, továbbá követelmény az is, hogy a jelölt 14 éve állandó lakhellyel rendelkezzen az Amerikai Egyesült Államokban. Emellett a huszonkettedik alkotmánymódosítás értelmében nem lehet elnökké választani azt, akit már kétszer elnökké választottak (így Bill Clinton, George W. Bush, Barack Obama és Donald Trump nem indulhat, míg Joe Biden igen), és mint bármely más szövetségi tisztviselő, az elnök sem lehet a törvényhozás tagja.

#### Donald Trump
Trumpot nem választhatják meg egy harmadik terminusra a huszonkettedik alkotmánymódosítás értelmében. Ennek ellenére többször is megemlítette a lehetőséget, hogy elindulna, amelyet több szövetségese is támogatott, közöttük Steve Bannon. Bannon egy 2025-ös interjúban kijelentette, hogy „elkezdtek rajta dolgozni,” hogy az elnök indulhasson ismét. 2025 januárjában Andy Ogles tennessee-i képviselő beadott egy törvényjavaslatot, amely megváltoztatná a 22. alkotmánymódosítást, miszerint azon elnökök indulhatnának újra, akik nem egymás után töltötték be két mandátumukat. A változtatás megfogalmazása megakadályozná, hogy Bill Clinton, George W. Bush és Barack Obama induljanak. A 2025-ös CPAC-on több konzervatív csoport is, mint a Third Term Project nyíltan támogatta Ogles javaslatát és, hogy Trump induljon egy alkotmányellenes harmadik mandátumért. Válaszként Dan Goldman New York-i képviselő bejelentette, hogy be fog adni egy javaslatot a huszonkettedik alkotmánymódosítás megerősítésére.
2025 márciusában Trump megemlítette harmadik mandátumának lehetőségét egy interjúban az NBC News-zal: „Nagyon sokan akarják, hogy induljak. De én azt mondom nekik, hogy még nagyon messze van, tudod, nagyon korán vagyunk még a terminusomban. A jelenlegire koncentrálok.” Hozzátette, hogy vannak opciók arra, hogy ismét elnök lehessen és kijelentette, hogy „nem viccel.” Egyetértett azzal, hogy az egyik lehetőség, hogy alelnöke, J. D. Vance indul az elnökségért, majd visszaadja neki a pozíciót, miután megválasztották. 2025 májusában kijelentette, hogy célja az, hogy csak két terminust szolgáljon.

### Párthűség
A párthűség egyre nagyobb szerepet kezdett el játszani a 2020-as években a választások idején. Egyre kevesebb állam van, amely kompetitív jellegű, így a két párt között hintázó államok jelentik a kulcsot az elnökség megszerzéséhez. Ilyen államok Wisconsin, Michigan, Pennsylvania, Nevada, Arizona, Georgia, és Észak-Karolina, amelyeket 2024-ben mind Trump nyert kis előnnyel. Demográfiai változások következtében olyan hintaállamok, mint Iowa, Ohio és Florida egyértelműen republikánus államok lettek, míg Colorado, Új-Mexikó és Virginia demokraták. Ide tartozhat még esetleg Nebraska második kerülete is, amely egy ideje demokratákra szavaz, akkor is, ha a szövetségi szinten a republikánusok nyernek. Minnesota is esetleg lehet hintázó állam.

## Előválasztások

### Demokrata Párt

#### Kifejezte érdekeltségét
- Andy Beshear
Kentucky
- Pete Buttigieg
Michigan
- Rahm Emanuel
Illinois
- Josh Green
Hawaii
- Ro Khanna
Kalifornia
- Gina Raimondo
Rhode Island
- Stephen A. Smith
New York

- Andy Beshear, Kentucky kormányzója (2019–napjainkig)[27][28][29]
- Pete Buttigieg, közlekedési miniszter (2021–2025), South Bend polgármestere (2012–2020), 2020-as elnökjelölt[30]
- Rahm Emanuel, az Egyesült Államok nagykövete Japánba (2022–2025), Chicago polgármestere (2011–2019)[31]
- Josh Green, Hawaii kormányzója (2022–napjainkig)[32][33]
- Ro Khanna, az Egyesült Államok képviselője Kaliforniából (2017–napjainkig)[34]
- Gina Raimondo, az Egyesült Államok kereskedelmi minisztere (2021–2025)[35][36]
- Stephen A. Smith, televíziós személyiség, sportszakértő[37]

#### Lehetséges jelöltek
- Cory Booker
New Jersey
- Jasmine Crockett
Texas
- Andrew Cuomo
New York
- Ruben Gallego
Arizona
- Kamala Harris
Kalifornia
- Maura Healey
Massachusetts
- Mark Edward Kelly
Arizona
- Amy Klobuchar
Minnesota
- Chris Murphy
Connecticut
- Gavin Newsom
Kalifornia
- Alexandria Ocasio-Cortez
New York
- Jon Ossoff
Georgia
- J. B. Pritzker
Illinois
- Jamie Raskin
Maryland
- Josh Shapiro
Pennsylvania

2025 augusztusáig az alábbi politikusok esetleges jelöltségéről számolt be az amerikai sajtó:
- Cory Booker, az Egyesült Államok szenátora New Jerseyből (2013–napjainkig), Newark polgármestere (2006–2013)[38]
- Jasmine Crockett, az Egyesült Államok képviselője Texasból (2023–napjainkig)[39]
- Andrew Cuomo, New York kormányzója (2011–2021)[40][41]
- Ruben Gallego, az Egyesült Államok szenátora Arizonából (2025–napjainkig), az Egyesült Államok képviselője Arizónából (2015–2025)[42][34]
- Kamala Harris, az Egyesült Államok alelnöke (2021–2025), az Egyesült Államok szenátora Kaliforniából (2017–2021), Kalifornia legfőbb ügyésze (2011–2017), San Francisco főügyésze (2004–2011), 2020-as elnökjelölt, 2024-es demokrata elnökjelölt[43][44][45][46] (döntés 2025 nyarán várható, hogy az elnökségért indul 2028-ban vagy a kaliforniai kormányzóságért 2026-ban)
- Maura Healey, Massachusetts 73. kormányzója (2023–napjainkig) és 44. főügyésze (2015–2023)[47]
- Mark Edward Kelly, az Egyesült Államok szenátora Arizonából (2021–napjainkig)[48]
- Amy Klobuchar, az Egyesült Államok szenátora Minnesotából (2007–napjainkig), Hennepin megyei ügyésze (1999–2007)[49]
- Chris Murphy, az Egyesült Államok szenátora Connecticutból (2013–napjainkig), az Egyesült Államok képviselője Connecticutból (2007–2013)[34]
- Gavin Newsom, Kalifornia kormányzója (2019–napjainkig), Kalifornia 49. helyettes kormányzója (2011–2019), San Francisco 42. polgármestere (2004–2011), a San Franciscó-i felügyelőtanács tagja (1997–2004)[50][51]
- Alexandria Ocasio-Cortez, az Egyesült Államok képviselője New Yorkból (2019–napjainkig)[52][53]
- Jon Ossoff, az Egyesült Államok szenátora (2021–napjainkig)[34]
- J. B. Pritzker, Illinois kormányzója (2019–napjainkig)[54][55]
- Jamie Raskin, az Egyesült Államok képviselője Marylandből (2017–napjainkig), Maryland Szenátusának tagja (2007–2016)[56][57][58][59]
- Josh Shapiro, Pennsylvania kormányzója (2023–napjainkig), Pennsylvania 50. államügyésze (2017–2023), Montgomery megye megyei bizottsága tagja (2012–2017), Pennsylvania Képviselőháza tagja a 153. kerületből (2005–2012)[60]

#### Elutasította a jelöltséget
- Mark Cuban, milliárdos üzletember[34][a]
- John Fetterman, az Egyesült Államok szenátora Pennsylvaniából (2023–napjainkig), Pennsylvania 34. alkormányzója (2019–2023)[61]
- Wes Moore, Maryland kormányzója (2023–napjainkig)[62]
- Michelle Obama, az Amerikai Egyesült Államok first ladyje (2009–2017)[63][64]
- Jared Polis, Colorado kormányzója (2019–napjainkig), az Egyesült Államok képviselője Coloradóból[65]
- Bernie Sanders, az Egyesült Államok szenátora Vermontból (2007–napjainkig), az Egyesült Államok képviselője Vermontból (1991–2007), 2016-os és 2020-as elnökjelölt[66][67]
- Elissa Slotkin, az Egyesült Államok szenátora Michiganből (2025–napjainkig), az Egyesült Államok képviselője Michiganből (2019–2025)[68]
- Tim Walz, Minnesota kormányzója (2019–napjainkig), az Egyesült Államok képviselője Minnesotából (2007–2019)[69]
- Gretchen Whitmer, Michigan kormányzója (2019–napjainkig)[70][71]

### Republikánus Párt

#### Kifejezte érdekeltségét
- Don Bacon
Nebraska
- Tucker Carlson
Florida
- Tulsi Gabbard
Hawaii
- Eric Trump
Florida

2025 júliusáig a következő politikusok fejezték ki, hogy indulnának az elnökségért:
- Don Bacon, az Egyesült Államok képviselője Nebraskából (2017–napjainkig)[72][73]
- Tucker Carlson, műsorvezető, médiaszemélyiség[74][75]
- Tulsi Gabbard, a Nemzeti Hírszerzés 8. elnöke (2025–napjainkig), az Egyesült Államok képviselője Hawaiiból (2013–2021)[76]
- Eric Trump, üzletember, Donald Trump fia[77]

#### Lehetséges jelöltek
- Greg Abbott
Texas
- Steve Bannon
Virginia
- Ted Cruz
Texas
- Ron DeSantis
 Florida
- Nikki Haley
Dél-Karolina
- Josh Hawley
Missouri
- Brian Kemp
Georgia
- Kristi Noem
Dél-Dakota
- Rand Paul
Kentucky
- Marco Rubio
 Florida
- JD Vance
Ohio
- Glenn Youngkin
Virginia

2025 júliusáig az alábbi politikusok esetleges jelöltségéről számolt be az amerikai sajtó:
- Greg Abbott, Texas 48. kormányzója (2015–napjainkig), 50. főügyésze (2002–2015), és Legfelsőbb Bíróságának bírája (1996–2001)[78]
- Steve Bannon, politikai stratéga[79]
- Ted Cruz, az Egyesült Államok szenátora Texasból (2013–napjainkig)[80][81]
- Ron DeSantis, Florida kormányzója (2019–napjainkig), az Egyesült Államok képviselője Floridából (2013–2018)[82][83]
- Nikki Haley, az Egyesült Államok ENSZ-nagykövete (2017–2018), Dél-Karolina kormányzója (2011–2017)[84]
- Josh Hawley, az Egyesült Államok szenátora Missouriből (2019–napjainkig), Missouri főügyésze (2017–2019)[85][86]
- Brian Kemp, Georgia kormányzója (2019–napjainkig), Georgia szenátusának tagja (2003–2007)[87][88]
- Kristi Noem, az Egyesült Államok 8. belbiztonsági minisztere (2025–napjainkig), Dél-Dakota 33. kormányzója (2019–2025), az Egyesült Államok képviselője (2009–2011)[89]
- Rand Paul, az Egyesült Államok szenátora Kentuckyból (2011–napjainkig)[90][91][92]
- Marco Rubio, az Egyesült Államok 72. külügyminisztere, az Egyesült Államok szenátora (2011–2025)[89]
- JD Vance, az Egyesült Államok alelnöke (2025–napjainkig), az Egyesült Államok szenátora Ohióból (2023–2025)[93][94][95]
- Glenn Youngkin, Virginia 74. kormányzója (2022–napjainkig)[89]

#### Elutasította a jelöltséget
- Mike Braun, Indiana kormányzója (2025–napjainkig), az Egyesült Államok szenátora Indianából (2019–2025)[96]
- Adam Kinzinger, az Egyesült Államok képviselője Illinois-ból (2011–2023)[97] (Republikánusként utasította el, függetlenként nem zárta ki a lehetőséget.)
- Mike Pence, az Egyesült Államok 48. alelnöke (2017–2021), Indiana kormányzója (2013–2017), az Egyesült Államok képviselője Indianából (2003–2013)[98]
- Donald Trump, az Egyesült Államok 45. és 47. elnöke (2017–2021, 2025–napjainkig; nem indulhat)[17][16][99]
- Donald Trump Jr., üzletember, Donald Trump fia[100][101][102]

## Közvélemény-kutatások

### Elnökválasztás
| Forrás                            | Dátum                 | Megkérdezettek          | Donald Trump            | J. D. Vance             | Kamala Harris           | Gavin Newsom            | Barack Obama            | Josh Shapiro            | Gretchen Whitmer        | Nem döntött             |     |  |  |    |
| --------------------------------- | --------------------- | ----------------------- | ----------------------- | ----------------------- | ----------------------- | ----------------------- | ----------------------- | ----------------------- | ----------------------- | ----------------------- | --- |  |  | -- |
| Forrás                            | Dátum                 | Megkérdezettek          | Change Research         | 2025. március 10.       |                         | 42%                     |                         |                         |                         | Nem döntött             | 49% |  |  | 9% |
|                                   | 2025. január 20.      | Donald Trump beiktatása | Donald Trump beiktatása | Donald Trump beiktatása | Donald Trump beiktatása | Donald Trump beiktatása | Donald Trump beiktatása | Donald Trump beiktatása | Donald Trump beiktatása | Donald Trump beiktatása |     |  |  |    |
| On Point/SoCal Strategies         | 2024. december 23.    | 656 (A)                 |                         | 41%                     | 43%                     |                         |                         |                         |                         | 16%                     |     |  |  |    |
| On Point/SoCal Strategies         | 2024. december 23.    | 656 (A)                 |                         | 37%                     |                         | 34%                     |                         |                         |                         | 29%                     |     |  |  |    |
| On Point/SoCal Strategies         | 2024. december 23.    | 656 (A)                 |                         | 37%                     |                         |                         |                         | 34%                     |                         | 29%                     |     |  |  |    |
| On Point/SoCal Strategies         | 2024. december 23.    | 656 (A)                 |                         | 40%                     |                         |                         |                         |                         | 33%                     | 26%                     |     |  |  |    |
| American Pulse Research & Polling | 2024. december 17–20. | 661 (LV)                |                         | 46%                     | 47%                     |                         |                         |                         |                         | 7%                      |     |  |  |    |

### Előválasztások
A listákon a legutóbbi húsz kutatás szerepel.
Demokrata
| Forrás                  | Dátum                          | Megkérdezettek | Cory Booker | Pete Buttigieg | Kamala Harris | Gavin Newsom | Alexandria Ocasio-Cortez | Josh Shapiro | Tim Walz | Egyéb | Nem döntött |
| ----------------------- | ------------------------------ | -------------- | ----------- | -------------- | ------------- | ------------ | ------------------------ | ------------ | -------- | ----- | ----------- |
| Emerson College         | 2025. június 24–25.            | 404 (RV)       | 3%          | 16%            | 13%           | 12%          | 7%                       | 7%           | —        | 18%   | 23%         |
| co/efficient            | 2025. június 12–16.            | 1035 (LV)      | —           | 11%            | 26%           | 21%          | 14%                      | 3%           | 10%      | 33%   | 11%         |
| McLaughlin & Associates | 2025. június 10–15.            | 434 (LV)       | 7%          | 10%            | 30%           | 8%           | 7%                       | 3%           | 4%       | 14%   | 21%         |
| Morning Consult         | 2025. június 13–15.            | 1000 (RV)      | 3%          | 7%             | 34%           | 11%          | 7%                       | 2%           | 4%       | 26%   | 16%         |
| Atlas Intel             | 2025. május 21–27.             | 930 (A)        | 10,4%       | 31,5%          | 16,6%         | 7,1%         | 19,4%                    | 4,8%         | —        | 10.2% | —           |
| McLaughlin & Associates | 2025. május 21–26.             | 439 (LV)       | 7%          | 10%            | 29%           | 4%           | 9%                       | 6%           | 3%       | 13%   | 19%         |
| Echelon Insights        | 2025. május 8–12.              | 471 (LV)       | 6%          | 10%            | 32%           | 5%           | 8%                       | 2%           | 5%       | 19%   | 13%         |
| McLaughlin & Associates | 2025. április 22–29.           | 442 (LV)       | 7%          | 6%             | 30%           | 8%           | 8%                       | 4%           | 4%       | 12%   | 21%         |
| YouGov/The Times        | 2025. április 21–23.           | 1296 (A)       | 7%          | 9%             | 28%           | 7%           | 7%                       | 4%           | 3%       | 13%   | 22%         |
| Quantus Insights        | 2025. április 21–23.           | 1000(RV)       | 13%         | 13%            | 30%           | 7%           | 14%                      | 5%           | 5%       | 6%    | 5%          |
| Atlas Intel             | 2025. április 10–14.           | 2347 (A)       | 9%          | 28%            | 24%           | 7%           | 16%                      | —            | —        | 15%   | 2%          |
| Data For Progress       | 2025. április 9–14.            | 745 (LV)       | 14%         | 17%            | —             | 10%          | 14%                      | 6%           | 7%       | 19%   | 9%          |
| Data For Progress       | 2025. április 9–14.            | 745 (LV)       | 12%         | 14%            | 18%           | 8%           | 12%                      | 5%           | 4%       | 20%   | 7%          |
| Echelon Insights        | 2025. április 10–14.           | 1014 (V)       | 11%         | 7%             | 28%           | 4%           | 7%                       | 3%           | 5%       | 20%   | 12%         |
| Yale Youth Poll         | 2025. április 1–3.             |                | —           | 14%            | 28%           | 6%           | 21%                      | 5%           | —        | 26%   | —           |
| YouGov/Economist        | 2025. március 30. – április 1. | 650 (RV)       | 1%          | 10%            | 25%           | 7%           | 8%                       | —            | 4%       | 20%   | 25%         |
| Morning Consult         | 2025. március 14–16.           |                | 3%          | 10%            | 36%           | 5%           | 5%                       | 4%           | 5%       | 23%   | 13%         |
| Echelon Insights        | 2025. március 10–13.           | 457 (LV)       | 2%          | 10%            | 33%           | 7%           | 7%                       | 2%           | 5%       | 21%   | 15%         |
| SurveyUSA               | 2025. február 13–16.           | 835 (RV)       | —           | 11%            | 37%           | 9%           | 7%                       | 6%           | 0%       | 20%   | —           |
| McLaughlin & Associates | 2025. február 11–18.           | 418 (LV)       | —           | 8%             | 36%           | 4%           | 3%                       | 3%           | 4%       | 20%   | 23%         |

Republikánus
| Forrás                  | Dátum                          | Megkérdezettek          | Ted Cruz                | Ron DeSantis            | Nikki Haley             | Robert F. Kennedy Jr.   | Vivek Ramaswamy         | Marco Rubio             | Donald Trump            | Donald Trump Jr.        | JD Vance                | Más                     | Nem döntött             |
| ----------------------- | ------------------------------ | ----------------------- | ----------------------- | ----------------------- | ----------------------- | ----------------------- | ----------------------- | ----------------------- | ----------------------- | ----------------------- | ----------------------- | ----------------------- | ----------------------- |
| Emerson College         | 2025. június 24–25.            | 416 (RV)                | <0,5%                   | 9%                      | 2%                      | 5%                      | 1%                      | 12%                     | —                       | —                       | 46%                     | 9%                      | 17%                     |
| co/efficient            | 2025. június 12–16.            | 1035 (LV)               | —                       | 10%                     | —                       | —                       | 6%                      | 5%                      | 24%                     | —                       | 61%                     | 11%                     | 9%                      |
| McLaughlin & Associates | 2025. június 10–15.            | 455 (LV)                | —                       | 6%                      | 4%                      | —                       | 2%                      | 4%                      | —                       | 14%                     | 36%                     | 10%                     | 24%                     |
| Atlas Intel             | 2025. május 21–27.             | 1044 (A)                | —                       | 8%                      | —                       | —                       | 5,3%                    | 18,7%                   | —                       | 8,8%                    | 37,3%                   | 21,8%                   | —                       |
| McLaughlin & Associates | 2025. május 21–26.             | 457 (LV)                | —                       | 5%                      | 4%                      | —                       | 1%                      | 5%                      | —                       | 19%                     | 34%                     | 10%                     | 22%                     |
| JL Partners             | 2025. május 13–14.             | 975 (RV)                | 6%                      | 8%                      | 5%                      | —                       | 7%                      | 6%                      | —                       | —                       | 46%                     | 9%                      | 13%                     |
| Echelon Insights        | 2025. május 8–12.              | 426 (LV)                | 4%                      | 7%                      | 8%                      | 6%                      | 5%                      | 4%                      | —                       | —                       | 44%                     | 9%                      | 13%                     |
| McLaughlin & Associates | 2025. április 22–29.           | 456 (LV)                | —                       | 6%                      | 5%                      | —                       | 2%                      | 2%                      | —                       | 14%                     | 43%                     | 9%                      | 19%                     |
| J.L. Partners           | 2025. április 23–28.           | 1006 (RV)               | 4%                      | 8%                      | 5%                      | —                       | 3%                      | 5%                      | —                       | —                       | 48%                     | 12%                     | 14%                     |
| J.L. Partners           | 2025. április 23–28.           | 1006 (RV)               | 2%                      | 6%                      | 4%                      | —                       | 3%                      | 3%                      | 39%                     | —                       | 19%                     | 14%                     | 11%                     |
| J.L. Partners           | 2025. április 23–28.           | 1006 (RV)               | 2%                      | 10%                     | 4%                      | —                       | 5%                      | 3%                      | —                       | 11%                     | 40%                     | 12%                     | 12%                     |
| YouGov/ The Times       | 2025. április 21–23.           | 1296 (A)                | 3%                      | 6%                      | 2%                      | 5%                      | 4%                      | 2%                      | 16%                     | 5%                      | 31%                     | 6%                      | 20%                     |
| Atlas Intel             | 2025. április 10–14.           | 2347 (A)                | —                       | 9%                      | —                       | —                       | 1%                      | 9%                      | —                       | —                       | 60%                     | 16%                     | 6%                      |
| Echelon Insights        | 2025. április 10–14.           | 1014 (LV)               | 1%                      | 9%                      | 4%                      | 7%                      | 5%                      | 4%                      | —                       | —                       | 47%                     | 7%                      | 16%                     |
| Yale Youth Poll         | 2025. április 1–3.             |                         | 1%                      | 4%                      | 3%                      | 4%                      | 3%                      | 2%                      | 56%                     | —                       | 19%                     | 8%                      | —                       |
| Yale Youth Poll         | 2025. április 1–3.             | 3%                      | 8%                      | 4%                      | 9%                      | 4%                      | 3%                      | —                       | —                       | 53%                     | 17%                     | —                       |                         |
| YouGov/Economist        | 2025. március 30. – április 1. | 594 (RV)                | 2%                      | 8%                      | 3%                      | 2%                      | 3%                      | 4%                      | —                       | 11%                     | 43%                     | 4%                      | 20%                     |
| Overton Insights        | 2025. március 24–28.           | 536 (RV)                | –                       | 13%                     | –                       | –                       | 6%                      | 6%                      | —                       | 31%                     | 36%                     | 7%                      | –                       |
| Echelon Insights        | 2025. március 10–13.           | 450 (LV)                | 5%                      | 7%                      | 7%                      | 7%                      | 3%                      | 4%                      | —                       | —                       | 46%                     | 5%                      | 16%                     |
| McLaughlin & Associates | 2025. február 11–18.           | 468 (LV)                | —                       | 6%                      | 3%                      | —                       | 4%                      | 3%                      | —                       | 17%                     | 37%                     | 10%                     | 22%                     |
| Echelon Insights        | 2025. február 10–13.           | 466 LV                  | 4%                      | 10%                     | 8%                      | —                       | 5%                      | 4%                      | —                       | —                       | 39%                     | 10%                     | 20%                     |
| McLaughlin & Associates | 2025. január 22–27.            | 453 (LV)                | —                       | 8%                      | 2%                      | —                       | 3%                      | 3%                      | —                       | 21%                     | 27%                     | 11%                     | 24%                     |
|                         | 2025. január 20.               | Donald Trump beiktatása | Donald Trump beiktatása | Donald Trump beiktatása | Donald Trump beiktatása | Donald Trump beiktatása | Donald Trump beiktatása | Donald Trump beiktatása | Donald Trump beiktatása | Donald Trump beiktatása | Donald Trump beiktatása | Donald Trump beiktatása | Donald Trump beiktatása |
| McLaughlin & Associates | 2024. december 11–16.          | 463 (LV)                | —                       | 9%                      | 4%                      | –                       | 4%                      | 2%                      | —                       | 21%                     | 25%                     | 9%                      | 24%                     |

## Idővonal

### 2025
- január 6.: Az Egyesült Államok Kongresszusa jóváhagyja a 2024-es elnökválasztás eredményét.[103]
- január 20.: Donald Trump és JD Vance beiktatása.
- február 1.: A Demokrata Nemzeti Bizottság vezetőségi választása.[104]
- március 19.: A The New York Times szerint Trump és szövetségesei elkezdtek lépéseket tervezni politikai ellenfeleik, leginkább demokrata és progresszív politikusok ellen.[105]
- március 30.: Az NBC szerint Trump nem zárja ki az indulását a 2028-as választáson, egy alkotmányellenes harmadik terminusért.[106]
- április 24.: A The Trump Organization elkezd Trump 2028 feliratú pólókat és sapkákat árulni.[107]
- május 4.: Trump kijelenti, hogy nem fog ismét indulni az elnökségért.[108][109]

### 2026
- november 3.: 2026-os amerikai választások.

### 2027
- március: Az első elnöki kampányok várható bejelentése. Másfél évvel a választás előtti bejelentés az átlag, ennél hamarabb és később is lehetséges az első kampánykezdés.[110] (Donald Trump 2024-es kampányát sokkal hamarabb, már 2022-ben jelentette be.)

### 2028
- szeptember vége: Előzetes szavazás megkezdése.
- november 7.: Az elnökválasztás napja.
- december 18.: Az elektorok hivatalosan is leadják szavazatukat.[111]

### 2029
- január 6.: Az Egyesült Államok Kongresszusa jóváhagyja a 2028-as elnökválasztás eredményét.[103]
- január 20.: A 2028-as választás győzteseinek beiktatása.